# Antifone maggiori dell'Avvento
Le antifone maggiori dell'Avvento (o anche antifone O, perché cominciano tutte con il vocativo "O") sono sette antifone latine proprie della Liturgia delle Ore secondo il rito romano. Vengono cantate come antifone del Magnificat nei vespri e come versetto alleluiatico del Vangelo nella Messa delle ferie maggiori dell'Avvento, dal 17 al 23 dicembre. L'Ordine dei frati predicatori ne dà un'esegesi strettamente legata al tempo liturgico. 
Anche il rito ambrosiano le ha introdotte nella propria liturgia, durante la "commemorazione del Battesimo" alla sera di questi stessi giorni precedenti il Natale (in ambrosiano, feriae de Exceptato, ferie dell'Accolto).

## Origine
La loro origine è sconosciuta, ma Boezio le menziona già nel VI secolo a Roma, al tempo della riforma liturgica di papa san Gregorio Magno (540-604). Esse vengono menzionate in un certo numero di breviari medievali. Spesso sono state musicate. I sostantivi con cui ogni antifona si apre hanno origine nella Bibbia e sono utilizzati come titoli divini del Verbo incarnato, Gesù Cristo. È stato osservato fin dal Medioevo che le lettere iniziali di questi stessi sostantivi, lette partendo dall'ultima antifona, formano la frase latina ero cras, cioè "Domani sarò qui", un'espressione che sottolinea il carattere di attesa proprio dell'Avvento. La serie in questo modo si divide in due parti: dal 17 al 20, e dal 21 al 23 dicembre.

## Testo
O Adonai,
et dux domus Israël,
qui Moysi in igne flammae rubi apparuisti,
et ei in Sina legem dedisti:
veni ad redimendum nos in brachio extento.
O Radix Jesse,
qui stas in signum populorum,
super quem continebunt reges os suum,
quem gentes deprecabuntur:
veni ad liberandum nos,
jam noli tardare.
O Clavis David,
et sceptrum domus Israël,
qui aperis, et nemo claudit,
claudis, et nemo aperit:
veni, et educ vinctum
de domo carceris,
sedentem in tenebris,
et umbra mortis.
O Oriens,
splendor lucis aeternae,
et sol justitiae:
veni, et illumina
sedentes in tenebris,
et umbra mortis.
O Rex Gentium,
et desideratus earum,
lapisque angularis,
qui facis utraque unum:
veni, et salva hominem,
quem de limo formasti.
O Emmanuel,
Rex et legifer noster,
expectatio gentium,
et Salvator earum:
veni ad salvandum nos,
Domine, Deus noster.»
O Adonai,
e condottiero di Israele,
che sei apparso a Mosè tra le fiamme,
e sul Sinai gli donasti la legge:
redimici col tuo braccio potente.
O Radice di Jesse,
che sei un segno per i popoli,
innanzi a te i re della terra non parlano,
e le nazioni ti acclamano:
vieni e liberaci,
non fare tardi.
O Chiave di David,
e scettro della casa di Israele,
che apri e nessuno chiude,
chiudi e nessuno apre:
vieni e libera lo schiavo 
dal carcere,
che è nelle tenebre,
e nell'ombra della morte.
O (astro) Sorgente,
splendore di luce eterna,
e sole di giustizia:
vieni ed illumina
chi è nelle tenebre,
e nell'ombra della morte.
O Re delle Genti,
da loro bramato,
e pietra angolare,
che riunisci tutti in uno:
vieni, e salva l'uomo,
che hai plasmato dal fango.
O Emmanuel,
nostro re e legislatore,
speranza delle genti,
e loro Salvatore:
vieni e salvaci,
Signore, nostro Dio.»
(Antifone maggiori dell'Avvento)